# Conferència de Moscou
La conferència de Moscou va ser una petita conferència bilateral, que va tenir lloc el 9 d'octubre de 1944, durant la Segona Guerra Mundial, entre Churchill i Stalin. L'estadista britànic va proposar al dictador soviètic el repartiment de l'Europa Oriental en zones d'influència, amb la fita d'arrencar-li algun tipus de concessió política sobre els països de l'Est.
El mandatari britànic va desenvolupar un esquema basat en els percentatges d'influència que soviètics i angloamericans haurien de tenir sobre els diversos països de l'Est. Els "percentatges de predomini" esbossats per Churchill a Stalin en la conferència de Moscou, el 9 d'octubre de 1944, segons transcripció literal del paper esbossat per Churchill:
- Romania:Rússia: 90% i la resta: 10%
- Grècia: Gran Bretanya (d'acord amb els EUA): 90%, Rússia: 10%,
- Iugoslàvia: 50/50%
- Hongria: 50/50%
- Bulgària: Rússia: 75% i la resta: 25%